# Episodi di Unlockdown (terza stagione)
La terza stagione di Unlockdown viene trasmessa in anteprima su Dea Kids il 7 aprile 2023 e va in onda dal regolarmente dal 17 aprile al 3 maggio 2023. 
| nº | Titolo                    | Prima visione  |
| -- | ------------------------- | -------------- |
| 1  | Siamo a casa              | 7 aprile 2023  |
| 2  | Michelle Ma Belle         | 7 aprile 2023  |
| 3  | Il fattore chiave         | 17 aprile 2023 |
| 4  | Che fine ha fatto Martha? | 18 aprile 2023 |
| 5  | Alti e bassi              | 19 aprile 2023 |
| 6  | Al bivio                  | 20 aprile 2023 |
| 7  | Sayonara                  | 21 aprile 2023 |
| 8  | Il segreto di Bea         | 21 aprile 2023 |
| 9  | Niky minaccia             | 25 aprile 2023 |
| 10 | True Snacker              | 26 aprile 2023 |
| 11 | Un dolce segreto          | 27 aprile 2023 |
| 12 | Blackout                  | 28 aprile 2023 |
| 13 | Su e giù                  | 1 maggio 2023  |
| 14 | Un giorno speciale        | 2 maggio 2023  |
| 15 | 19 maggio                 | 3 maggio 2023  |